# Saint-Ellier-les-Bois
Saint-Ellier-les-Bois ist eine Gemeinde im französischen Département Orne in der Normandie. Sie gehört zum Kanton Magny-le-Désert und zum Arrondissement Alençon. 
Nachbargemeinden sind Saint-Martin-des-Landes und Carrouges im Nordwesten, Chahains und Rouperroux im Norden, L’Orée-d’Écouves im Osten und Südosten, Ciral im Süden und Lignières-Orgères im Westen.

## Bevölkerungsentwicklung
| Jahr      | 1962 | 1968 | 1975 | 1982 | 1990 | 1999 | 2008 | 2016 |
| --------- | ---- | ---- | ---- | ---- | ---- | ---- | ---- | ---- |
| Einwohner | 363  | 369  | 303  | 270  | 254  | 243  | 252  | 242  |

## Sehenswürdigkeiten
- Kirche Saint-Ellier
- Kapelle von Saint-Ellier-les-Bois

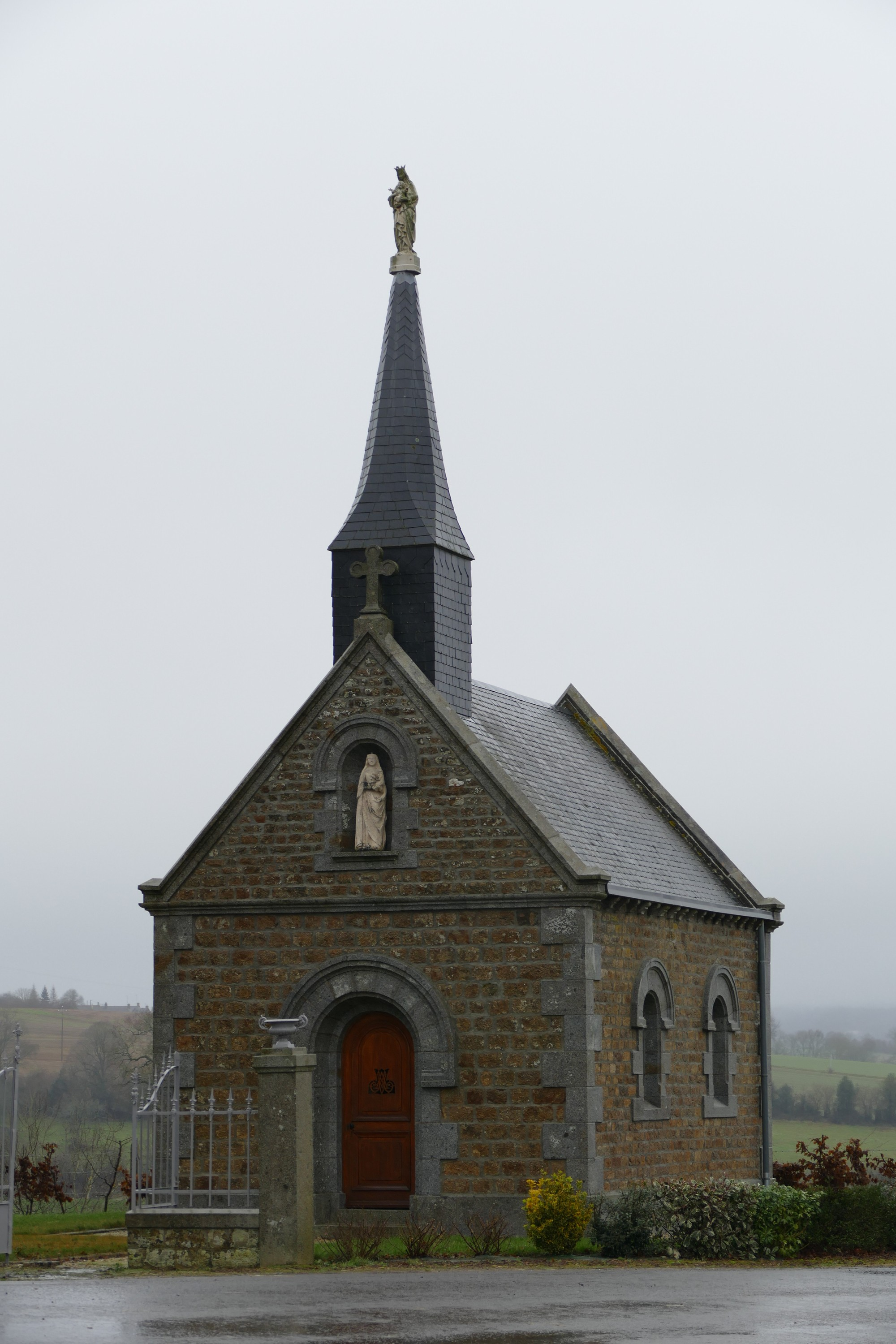
Kapelle
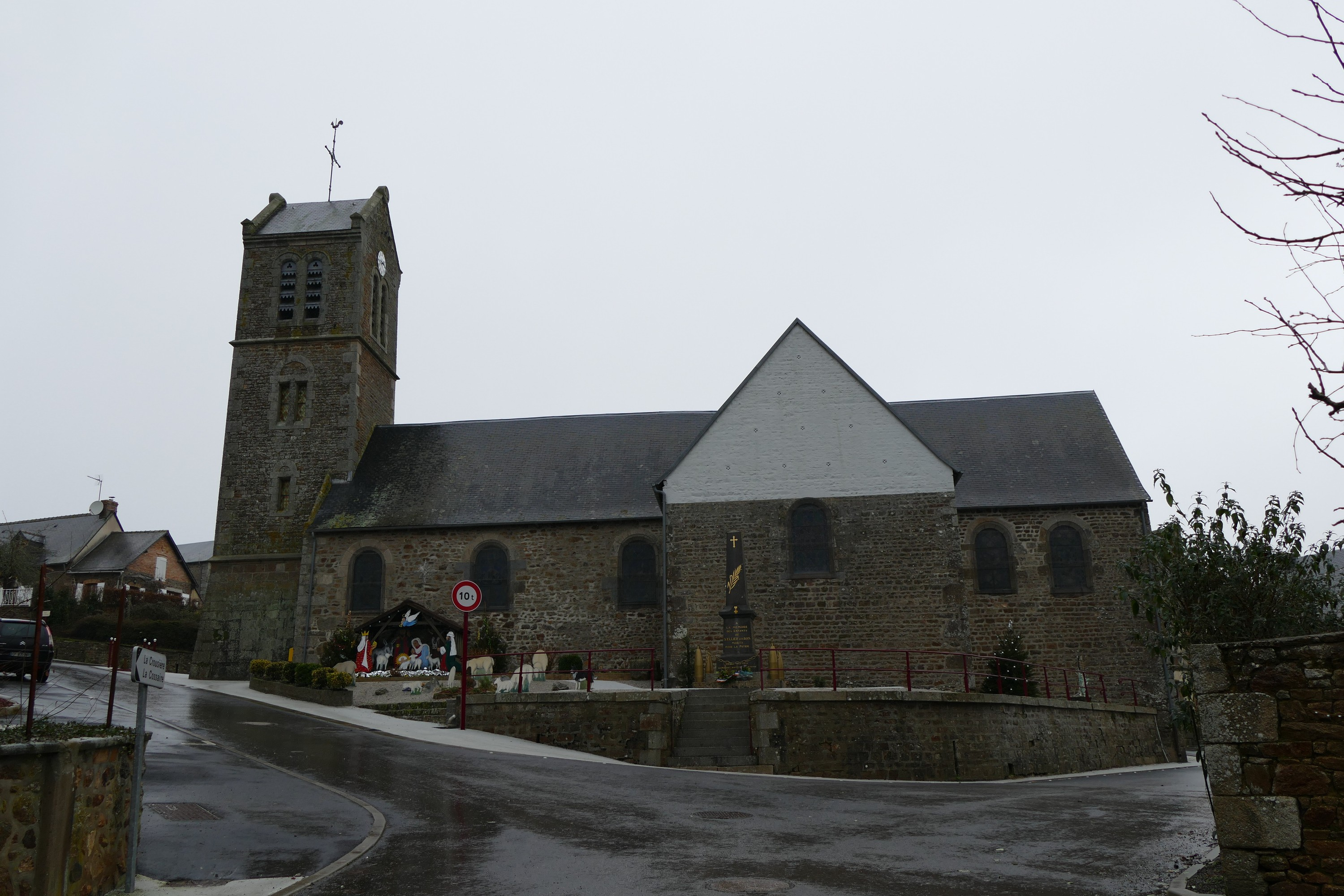
Kirche Saint-Ellier